# Потрч, Марьетица
Марьетица Потрч (иногда Марджетика Потрч; словен. Marjetica Potrč; род. 1953, Любляна) — современная словенская художница и архитектор; получила степень в области архитектуры (1978) и скульптуры (1986, 1988) от Люблянского университета; работает на границе между изобразительным искусством, архитектурой и социальными науками; создала инсталляцию «Two Faces of Utopia» (1993) для словенского павильона на Венецианской биеннале; обладательница приза «Hugo Boss Prize» за 2000 год.

## Награды и премии
- Медаль «За заслуги» (1 декабря 2023 года, Словения)[6].
- Премия фонда Прешерна.
- Приз «Hugo Boss Prize» за 2000 год.